# María Nirmala Joshi
La hermana María Nirmala Joshi (Ranchi, 23 de julio de 1934-Calcuta, 23 de junio de 2015) fue una monja católica que sucedió a la Madre Teresa como Superiora General de las Misioneras de la Caridad en marzo de 1997.

## Biografía
Nació como Nirmala Joshi en una familia de brahmanes en 1934, en Ranchi, en lo que actualmente es Jharkhand (India), donde sus padres habían emigrado desde Nepal. Su padre sirvió en el Ejército Indio como oficial.
Fue educada por misioneros cristianos en la ciudad de Patna, India, pero permanece como hindú hasta que a los 24, motivada por el trabajo y ejemplo de la madre Teresa, se convierte al catolicismo. 
Tenía un máster en Ciencia política por una universidad de la India y cursó estudios adicionales de Derecho. 
Fue una de las primeras monjas en dirigir una misión fuera de la India, en Panamá, América Central. Dirigió luego misiones en Europa y en Washington D. C., en los Estados Unidos, antes de ser elegida para suceder a la madre Teresa. Se estableció en Calcuta, India, como cabeza de la rama contemplativa de la orden, en la cual las monjas dedican sus vidas a la meditación.
En 2009 dejó el cargo debido a problemas de salud. Falleció el 23 de junio de 2015 de un paro cardíaco, a los 80 años de edad.